# Santa Maria del Priorato
Santa Maria del Priorato, tidigare benämnd Santa Maria in Aventino, är en kyrkobyggnad i Rom, helgad åt Jungfru Maria. Kyrkan, som tillhör Malteserorden, är belägen vid Piazza dei Cavalieri di Malta i Rione Ripa och tillhör församlingen Santa Prisca.
Kyrkan utgör Giovanni Battista Piranesis enda uppförda arkitektoniska verk.

## Kyrkans historia
År 939 donerade Alberik II mark på Aventinen åt Odo de Cluny, vilken lät uppföra ett kloster samt en kyrka, ursprungligen helgad åt den helige Basileios, benämnd San Basilio in Aventino. På 1100-talet övertogs klostret av Tempelherreorden, som residerade här tills den upplöstes år 1312 av påve Clemens V genom bullan Vox in excelso.
Påven förlänade klostret och kyrkan åt Johanniterorden. På begäran av kardinal Marco Barbo, ordens dåvarande beskyddare, restaurerades hela byggnadskomplexet år 1466. Ytterligare en restaurering genomfördes år 1568 på initiativ av kardinal Michele Bonelli.
År 1765 gav Giovanni Battista Rezzonico, storprior av Malteserorden, i uppdrag åt Giovanni Battista Piranesi att genomföra en genomgripande ombyggnad av kyrkan och klostret. Kyrkans fasad har fyra kannelerade pilastrar, vilka flankerar portal och oculus. Pilastrarnas kapitäl är smyckade med sfinxer och tornet i ätten Rezzonicos vapensköld. Pilasterskaften är dekorerade med romerska standar. Entablementets fris har meanderornament. Det krönande pedimentets tympanon hyser fanor och sköldar samt en stola.

## Interiören
Kyrkan är enskeppig med nischer på var sida. I den andra nischen på höger hand återfinns Piranesis gravmonument. Taket är dekorerat med ordens emblem. Fönsterlynetterna har tondi med porträtt av apostlarna.
Högaltaruppsatsen är ett verk av Tommaso Righi och dess skulptur föreställer Den helige Basileios förhärligande. I taket ovanför högaltaret sitter åtta medaljonger med scener ur Jungfru Marie liv.

## Bilder
| - Närbild på kapitälen på fasadens pilastrar. - Högaltaret. |